# Premiul Orteig

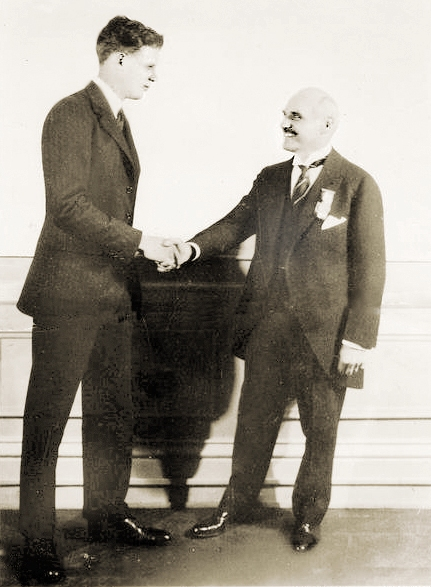
Charles Lindbergh (stânga) și Raymond Orteig

Premiul Orteig a fost o recompensă oferită primului aviator aliat sau primilor aviatori aliați care vor zbura fără escală de la New York la Paris sau viceversa. Mai mulți aviatori celebri au efectuat încercări nereușite să zboare pe traseul New York–Paris, înainte ca relativ necunoscutul aviator american Charles Lindbergh să câștige premiul în 1927 zburând cu aeronava Spirit of St. Louis.
Un număr mare de piloți și-au pierdut viața, intrând în competiție pentru a câștiga premiul. Șase oameni au murit în trei accidente separate și alți trei au fost răniți într-un al patrulea accident. Premiul a prilejuit investiții considerabile în domeniul aviației, uneori de mai multe ori mai mari decât valoarea premiului în sine, și a atras atenția publicului față de domeniul aviației.

## Context
Premiul Orteig a fost o recompensă de 25.000 $ (342.000 $ la nivelul anului 2015) oferită pe data de 22 mai 1919, de către proprietarul hotelier new-yorkez Raymond Orteig primului aviator aliat care să zboare fără escală de la New York la Paris sau viceversa. Oferta era în spiritul unor alte oferte aviatice similare și a fost făcută într-o scrisoare către Alan Ramsay Hawley, președinte al Aero Club of America.
Ca o coincidență, cu doar câteva săptămâni mai târziu Alcock și Brown au finalizat cu succes primul zbor transatlantic fără escală de la Newfoundland către Irlanda, câștigând un premiu anterior, iar la sfârșitul lunii iunie aeronava britanică R34 - a efectuat o traversare est-vest de la East Fortune, Scoția, către Long Island, New York, întorcându-se pe aceeași rută la începutul lunii iulie.

## Încercări de a câștiga premiul
În 1926 prima încercare serioasă de a câștiga premiul a fost făcută de un echipaj condus de pilotul francez René Fonck, susținută de Igor Sikorsky, proiectant de aeronave. Sikorsky, care investise 100.000 de dolari în această încercare, a construit un avion, S-35, pentru acest scop, și în luna septembrie a acelui an Fonck, împreună cu trei camarazi, a încercat să zboare. Cu toate acestea, aeronava a fost iremediabil supraîncărcată și s-a prăbușit în flăcări încercând să decoleze. Fonck și copilotul său, Curtin, au supraviețuit, dar tovarășii lui, Clavier și Islamoff, au fost uciși.
În 1927 trei grupuri din Statele Unite ale Americii și unul din Europa erau cunoscute ca pregătindu-se pentru a încerca să câștige premiul.
Din SUA:
- exploratorul polar Richard E. Byrd, cu Floyd Bennett și George Noville în echipaj, și susținuți financiar de Rodman Wanamaker, comandaseră un avion, un trimotor numit America, fabricantului Anthony Fokker.
- aviatorii Clarence Chamberlin și Bert Acosta, susținuți financiar de Charlie Levine, plănuiau un zbor cu un avion Bellanca numit Columbia.
- o a treia echipă, Stanton Wooster și Noel Davis, se pregătea să facă o încercare într-un Keystone Pathfinder, numit American Legion pentru a-i onora pe principalii lor susținători,

Între timp, în Franța, Charles Nungesser și Francois Coli se pregăteau să efectueze o traversare transatlantică est-vest într-o aeronavă Levasseur denumită L'Oiseau Blanc.
În aprilie 1927 s-au format mai multe echipe cae se pregăteau pentru încercarea de traversare, dar toate au suferit avarii.
Chamberlin și Acosta au întreprins o serie de zboruri, crescând greutatea aeronavei Columbia cu scopul de a-i testa capacitatea și de a simula greutatea necesară pentru decolare. De asemenea, ei au simulat durata zborului, stabilind un record de rezistență în acest proces. Însă încercarea lor nu s-a mai realizat, deoarece au izbucnit neînțelegeri între Levine și ceilalți, făcându-l pe Acosta să plece și să se alăture echipajului lui Byrd, iar înlocuitorul său, Lloyd Bertaud, l-a dat în judecată pe Levine din cauza nerespectării contractului.
Echipajul lui Byrd se pregătea, de asemenea. Wanamaker îmbunătățise starea terenului de pe aerodromul Roosevelt (accidentul lui Fonck fusese cauzat în parte de faptul că aeronava se prăbușise pe o pantă abruptă de la capătul pistei), în timp ce Byrd a construit o rampă pentru ca America să se rostogolească la decolare, oferindu-i un impuls suplimentar. Cu toate acestea, pe 8 aprilie, aeronava America a echipajului lui Byrd s-a prăbușit în timpul unui zbor test; Bennet a fost rănit și nu a mai putut să continue.
Pe 26 aprilie Davis și Wooster, în American Legion, s-au prăbușit, de asemenea, într-un zbor test; de această dată, ambii piloți au fost uciși.
Pe 8 mai 1927 Nungesser și Coli au decolat din Paris, în L'Oiseau Blanc pentru a încerca o traversare de la est la vest, o încercare foarte dificilă din cauza vânturilor puternice; ultima oară au fost văzuți în largul coastei Irlandei, dar nu au ajuns niciodată la New York și nici o urmă a lor sau a aeronavei nu a fost găsită vreodată, dispariția lor devenind unul din marile mistere ale aviației.
Între timp, începuse în februarie 1927 o încercare a pilotului Charles Lindbergh de a zbura cu aeronava Ryan Spirit of St. Louis, susținut de către bancherii din St. Louis, Missouri; Lindbergh a ajuns pe aerodromul Roosevelt la mijlocul lunii mai.
Lindbergh a ales să zboare singur, deși acest lucru nu era o condiție a premiului și îl obliga să rămână la comenzi un timp mai mare de 30 de ore. După o perioadă cu vreme rea și înainte ca cerul să se limpezească, Lindbergh a decolat către Paris, luând-o înaintea rivalilor săi.

## Concurenți
| Dată | Imagine | Pilot | Aeronavă            | Durata zborului | Rezultat                                                                             |
| 1926 |         | René Fonck și echipajul său: :::Lawrence Curtin :::Charles Clavier (decedat) :::Jacob Islamoff (decedat)                                                                     | Sikorsky S-35       | -               | Prăbușire din cauza greutății excesive; aeronava distrusă în flăcări                 |
| 1927 |         | Charles Nungesser :::François Coli | L'Oiseau Blanc.     | necunoscută     | Dispăruți pe mare                                                                    |
| 1927 |         | Charles Lindbergh | Spirit of St. Louis | 30 de ore       | Câștigătorul premiului                                                               |
| 1927 |         | Noel Davis :::Stanton Wooster | American Legion     | -               | Prăbușiți în cursul unui zbor test; ambii piloți au murit                            |
| 1927 |         | Clarence Chamberlin, :::Bert Acosta (înlocuit de Levine) ::: Lloyd Berthaud (a plecat după o neînțelegere cu Levine) :::Charlie Levine                                       | Columbia.           | -               | A zburat către Germania la mijlocul lunii iunie                                      |
| 1927 |         | Richard E. Byrd și echipajul său: ::: Floyd Bennett (rănit în zborul test) ::: Bert Acosta (alăturat ulterior), ::: Bernt Balchen (alăturat pentru zbor), ::: George Noville | Fokker America      | -               | A zburat către Franța la sfârșitul lunii iunie; a aterizat forțat pe coasta franceză |